# Turritella willetti
Turritella willetti là một loài ốc biển, là động vật thân mềm chân bụng sống ở biển thuộc họ Turritellidae.